# DJ Jurgen
DJ Jurgen (Delft, 13 februari 1967) is het pseudoniem van de Nederlandse muziekproducent Jurgen Rijkers. Hij is vooral bekend van zijn Top 40-hit Better Off Alone.

## Loopbaan

### Muziekproductie
Begin jaren 90 gaat hij aan de slag als dj in diverse clubs en in 1994 brengt hij, zonder veel succes, zijn eerste single uit. In 1999 scoort hij zijn grootste hit met het nummer Better Off Alone, waarin Alice DeeJay als zangeres te horen is. In Nederland is het nummer een top 10-hit, in het Verenigd Koninkrijk staat het op nummer 2 in de hitlijsten. Zijn tweede Nederlandse top 10-hit scoort hij in 2000 met het nummer Higher & Higher. 

### Radio
Rijkers begon zijn carrière als radiopresentator begin jaren tachtig bij Radio Stad Den Haag. Daarna werkte hij onder andere bij Radio 3, Radio 10 en Veronica's Drive In Show. 
Tussen 1995 en 1998 presenteerde hij op Haaglanden Radio NRG 106.3 in de regio Den Haag-Delft het middagprogramma Haaglanden in de Spits. Tegenwoordig presenteert hij dagelijks tussen 06:00 en 09:00 uur Wild Wake Up op de Amsterdamse radiozender WILD FM Hitradio.

## Discografie

### Albums
| Album met eventuele hitnotering(en) in de Nederlandse Album Top 100 | Datum van verschijnen | Datum van binnenkomst | Hoogste positie | Aantal weken | Opmerkingen                       |
| ------------------------------------------------------------------- | --------------------- | --------------------- | --------------- | ------------ | --------------------------------- |
| DJ Jurgen - Compiled & Mixed Vol. 1                                 | 10-1999               | -                     |                 |              | nr. 4 in de Verzamelalbum Top 25  |
| DJ Jurgen 2 - Compiled & Mixed Vol. 2                               | 03-2000               | -                     |                 |              | nr. 3 in de Verzamelalbum Top 25  |
| DJ Jurgen 3 - Compiled & Mixed Vol. 3                               | 11-2000               | -                     |                 |              | nr. 15 in de Verzamelalbum Top 25 |

### Singles
| Single met eventuele hitnotering(en) in de Nederlandse Top 40 | Datum van verschijnen | Datum van binnenkomst | Hoogste positie | Aantal weken | Opmerkingen |
| ------------------------------------------------------------- | --------------------- | --------------------- | --------------- | ------------ | ----------- |
| Chakra's feeling                                              | 1994                  | -                     |                 |              |             |
| Chakra's discovery                                            | 1995                  | -                     |                 |              |             |
| Central cuts 74                                               | 1997                  | -                     |                 |              |             |
| Better off alone                                              | 1999                  | 03-04-1999            | 9               | 15           | Alarmschijf |
| Higher & higher                                               | 2000                  | 18-03-2000            | 5               | 11           | Alarmschijf |
| One step away                                                 | 2002                  | 08-06-2002            | 39              | 2            |             |
| A higher love                                                 | 2008                  | 05-07-2008            | 34              | 4            |             |
| Crazy Sexy Cool                                               | 2009                  |                       |                 |              |             |

| Single met hitnotering(en) in de Vlaamse Ultratop 50 | Datum van verschijnen | Datum van binnenkomst | Hoogste positie | Aantal weken | Opmerkingen      |
| ---------------------------------------------------- | --------------------- | --------------------- | --------------- | ------------ | ---------------- |
| Better off alone                                     | 1999                  | 29-05-1999            | 14              | 13           | met Alice Deejay |
| Higher & higher                                      | 2000                  | 15-04-2000            | 18              | 9            |                  |